# Ričardas Panavas
Ričardas Panavas (ur. 1 kwietnia 1972 w Wilnie) – litewski biegacz narciarski, czterokrotny uczestnik zimowych igrzysk olimpijskich, czterokrotny uczestnik mistrzostw świata w narciarstwie klasycznym, 21-krotny mistrz Litwy w biegach narciarskich, trener narciarski.
W latach 1992–2002 czterokrotnie wziął udział w zimowych igrzyskach olimpijskich. W debiucie olimpijskim, w 1992 roku na igrzyskach w Albertville, zajął 41. miejsce w biegu na 30 km, był 50. w biegu łączonym na 25 km i 54. w biegu na 10 km. Dwa lata później w Lillehammer uplasował się na 32. miejscu w biegu na 50 km, na 38. miejscu w biegu na 10 km i na 48. miejscu w biegu łączonym, a biegu na 30 km nie ukończył. Podczas igrzysk w Nagano dwukrotnie zajął 30. miejsce – w biegach na 10 i 30 km, a ponadto był 42. w biegu łączonym i nie ukończył biegu na 50 km. W ostatnim olimpijskim starcie w karierze, w Salt Lake City był 39. w biegu na 15 km, 43. na 50 km i 47. w biegu łączonym.
W latach 1995–2001 czterokrotnie uczestniczył w narciarskich mistrzostwach świata. Debiut w tej imprezie zaliczył podczas mistrzostw w Thunder Bay, zajmując 52. miejsce w biegu na 30 km techniką klasyczną. Podczas kolejnych mistrzostw, w 1997 roku w Trondheim, zajął 24. miejsce w biegu na 50 km, 63. na 10 km i 69. w biegu łączonym. Na mistrzostwach w Ramsau wziął udział tylko w jednej konkurencji – w biegu na 50 km był 33. W Lahti w 2001 roku uplasował się na 23. miejscu w biegiu na 30 km, był 32. na 15 km i 56. w sprincie.
W latach 1993–2001 wielokrotnie startował w zawodach Pucharu Świata. Debiut w zawodach tej rangi zaliczył 11 grudnia 1993 roku w Santa Caterina di Valfurva, zajmując 80. pozycję w biegu na 30 km stylem klasycznym. Najwyższe miejsce w zawodach tej rangi osiągnął 5 stycznia 1999 w Otepää, gdzie był 26. w biegu na 15 km stylem klasycznym. Punkty do klasyfikacji generalnej zdobywał w czterech sezonach – w sezonie 1996/1997 (7 punktów, 90. miejsce), w sezonie 1997/1998 (3 punkty, 94. miejsce), w sezonie 1998/1999 (5 punktów, 96. miejsce) i w sezonie 1999/2000 (2 punkty, 119. miejsce).
W latach 1991–2005 zdobył 21 tytułów mistrza Litwy w biegach narciarskich. Pięciokrotnie został mistrzem kraju w biegu sztafetowym 3x10 km (1991, 1994, 2000, 2001, 2003), czterokrotnie w biegu na 15 km stylem dowolnym (1995, 1996, 2000, 2001) i trzykrotnie na tym samym dystansie stylem klasycznym (1991, 2002, 2005), czterokrotnie w biegu na 30 km techniką klasyczną (1995, 1996, 2000, 2001) oraz zdobył po jednym tytule w biegu na 13,2 km stylem klasycznym (1999), biegu na 14 km stylem dowolnym (2002), sztafecie 3 × 7,5 km (2002), biegu na 20 km stylem klasycznym (2003) i w biegu łączonym (2005).
Po zakończeniu kariery zawodniczej został trenerem biegów narciarskich i podjął pracę w ośrodku narciarskim w Wilnie.